# ブニポラ・フィフィタ
ブニポラ・フィフィタ（Vunipola Fifita、1996年2月18日 - ）は、トンガのラグビー選手。

## プロフィール
- トンガ出身[1]。
- ポジションはプロップ(PR)。
- 身長 180cm、体重 118kg
- U20トンガ代表・U20オーストラリア代表共に選ばれたことがある[2]。
- トンガ代表キャップは2(2025年4月現在）でラグビーワールドカップ2019のトンガ代表に選ばれた[3]。

## 略歴
キャンベラ・ヴァイキングス、ブランビーズ、イースタンサバーブスRUFCを経て、2022年、ワラターズに加入。